# Campeonato Mundial de Tiro con Arco al Aire Libre de 1999
El XL Campeonato Mundial de Tiro con Arco al Aire Libre se celebró en Riom (Francia) entre el 22 y el 29 de julio de 1999 bajo la organización de la Federación Internacional de Tiro con Arco (FITA) y la Federación Francesa de Tiro con Arco.

## Medallistas

### Masculino
| Evento                    | Oro                                                         | Plata                                                  | Bronce                                                     |
| ------------------------- | ----------------------------------------------------------- | ------------------------------------------------------ | ---------------------------------------------------------- |
| Arco recurvo individual   | Hong Sung-Chil Corea del Sur                                | Jari Lipponen · Finlandia                              | Lionel Torres Francia                                      |
| Arco recurvo por equipo   | Matteo Bisiani · Michele Frangilli · Ilario Di Buò · Italia | Hong Sung-Chil Kim Bo-Ram Jang Yong-Ho Corea del Sur   | Jay Barrs Victor Wunderle Butch Johnson Estados Unidos     |
| Arco compuesto individual | Dave Cousins Estados Unidos                                 | Stephen Gooden Reino Unido                             | Tibor Ondrik · Hungría                                     |
| Arco compuesto por equipo | Dave Cousins Logan Wilde Lawrence Wilde Estados Unidos      | Tibor Ondrik · Antal Szokol · János Povázson · Hungría | Christopher White Michael Peart Stephen Gooden Reino Unido |

### Femenino
| Evento                    | Oro                                                              | Plata                                                        | Bronce                                                         |
| ------------------------- | ---------------------------------------------------------------- | ------------------------------------------------------------ | -------------------------------------------------------------- |
| Arco recurvo individual   | Lee Eun-Kyung Corea del Sur                                      | Alison Williamson Reino Unido                                | Kim Jo-Sun Corea del Sur                                       |
| Arco recurvo por equipo   | Giovanna Aldegani · Cristina Ioriatti · Natalia Valeeva · Italia | Lin Sang Yu Hui He Ying China                                | Britta Bühren · Wiebke Nulle · Sandra Sachse · Alemania        |
| Arco compuesto individual | Catherine Pellen Francia                                         | Shish Ya-Ping China Taipéi                                   | Fabiola Palazzini · Italia                                     |
| Arco compuesto por equipo | Shish Ya-Ping Huang Chong-Yu Shih Pei-Yi China Taipéi            | Marjon Pigney · Irma Luyting · Annemarie Puts · Países Bajos | Bettina Thiele · Christina Knöbel · Astrid Hänschen · Alemania |

## Medallero
| Núm. | País           | Oro | Plata | Bronce | Total |
| ---- | -------------- | --- | ----- | ------ | ----- |
| 1    | Corea del Sur  | 2   | 1     | 1      | 4     |
| 2    | Estados Unidos | 2   | 0     | 1      | 3     |
| 2    | Italia         | 2   | 0     | 1      | 3     |
| 4    | China Taipéi   | 1   | 1     | 0      | 2     |
| 5    | Francia        | 1   | 0     | 1      | 2     |
| 6    | Reino Unido    | 0   | 2     | 1      | 3     |
| 7    | Hungría        | 0   | 1     | 1      | 2     |
| 8    | China          | 0   | 1     | 0      | 1     |
| 8    | Finlandia      | 0   | 1     | 0      | 1     |
| 8    | Países Bajos   | 0   | 1     | 0      | 1     |
| 11   | Alemania       | 0   | 0     | 2      | 2     |
|      | TOTAL          | 8   | 8     | 8      | 24    |